# Nicola Alexandrovich Benois
Nicola Alexandrovich Benois, pseudonimo di Nikolaj Aleksandrovič Benua (Oranienbaum, 2 maggio 1901 – Codroipo, 31 marzo 1988), è stato uno scenografo, pittore e disegnatore russo naturalizzato italiano, conosciuto per il suo lavoro come scenografo principale del Teatro alla Scala di Milano.

## Educazione e inizio della carriera
Nasce in una famiglia di artisti da Aleksandr Nikolaevič Benua e Anna Karlovna Kind. Nel 1922 si sposa a San Pietroburgo con Marija Nikolaevna Pavlova (Pietroburgo, 10 ottobre 1899 - Marciana 16 ottobre 1980), da cui ha un figlio Roman (Alberto Romano), che nasce a Roma il 25 giugno 1931. In seconde nozze, dopo gli anni Cinquanta, sposa Disma De Cecco (1927 - 1 gennaio 2006).
Il padre era direttore scenico del Teatro Mariinsky, il teatro dell'opera imperiale. La famiglia viveva nella loro grande villa vicino al teatro dell'opera, costruita dal nonno Nikolaj Benois. Nicola ha studiato arte e design sotto suo padre prima di frequentare l'Accademia di Belle Arti di San Pietroburgo.
Dopo aver lavorato come scenografo per alcune delle produzioni di opera e balletto Mariinsky, emigrò dalla Russia a Parigi, in Francia nel 1923, dove ha lavorato per Sergei Diaghilev come scenografo per alcune delle produzioni della compagnia Balletti Russi.

## Il lavoro alla Scala
Nicola si trasferisce in Italia, al seguito di suo padre Alexandre Benois e viene invitato da Alexander Sanin per disegnare Khovanshchina alla Scala. I suoi disegni vengono ben accolti e gli viene offerto un posto come disegnatore al Teatro dell'Opera di Roma.
Nel 1935, Nicola accetta l'incarico di scenografo principale al Teatro alla Scala. Qui collabora con Luchino Visconti, produttore della Scala.
Su desiderio di Visconti, Benois crea innumerevoli gioielli, utilizzando cristalli colorati, perle artificiali e falsi diamanti del produttore austriaco Swarovski. Per la maggior parte della sua carriera, il soprano Maria Callas indossa esclusivamente gioielli disegnati da Benois e Lila De Nobili e prodotti dall'artigiano milanese Ennio Marino Marangoni. Benois progetta il suo famoso diadema Principessa Russa per Callas nel 1956.
Nel 1957 è direttore dell'Allestimento scenico dello Schiaccianoci di Čajkovskij alla scala. Sono da ricordare anche le scene dipinte per Anna Bolena (1957) di Donizetti, cantata da Maria Callas e firmata dalla regia di Luchino Visconti.
Nonostante l'impegno assunto alla Scala nel 1937, Benua continua a collaborare con altri teatri; viene invitato all'Arena di Verona, alle Terme di Caracalla (Aida, 1938) e al Maggio Musicale Fiorentino (Boris Godunov 1940). Per le celebrazioni verdiane del 1951 realizza La Traviata (Venezia, Teatro La Fenice) e Aida (Palermo, Teatro Massimo). Nel 1957 allestisce Pskovitana di Rimskij-Korsakov per il Teatro Massimo di Palermo. Collabora inoltre con l'Arena Flegrea di Napoli  per la scenografia della Carmen di Bizet (1953), coreografia di Bianca Gallizia, e con il Teatro Donizetti di Bergamo per i costumi dell'Andrea Chenier (1957) di Umberto Giordano.
Le sue produzioni artistiche teatrali sono notevoli per la padronanza della linea, la forma e la combinazione di colori. Molte opere sono ora esposte come pezzi da museo e studiate dai progettisti di tutto il mondo. In tutto, ha progettato circa 300 produzioni di balletto e opera per i teatri di Torino, Milano, Roma e altre città in tutto il mondo.
Morì a Milano nel 1988.

## Opere
- Scene per La fiamma di Ottorino Respighi, Roma 1934
- Scena per Romeo e Giulietta al Teatro alla Scala, 1934
- Scene per Ernani di Giuseppe Verdi al Teatro alla Scala, 1935
- Scene per Boris Godunov di Modest Musorgskyij al Arena di Verona, 1952